# California Clan
Der California Clan (Originaltitel Santa Barbara) ist eine tägliche US-amerikanische Seifenoper. Die Dauerserie wurde in den USA vom 30. Juli 1984 bis 15. Januar 1993 mit insgesamt 2137 Folgen auf NBC gesendet.

## Inhalt
Am Anfang handelte es sich im „California Clan“ um das Schicksal von vier Familien: die Capwells, die Lockridges, die Perkins und die Andrades. Das Geflecht der Familien und Storylines änderte sich im Laufe der Zeit. So waren es schon nach einigen Monaten die Andrades und die Perkins, die fast vollständig von der Bildfläche verschwanden. Die Serie hatte es anfangs schwer, sich in der Zuschauergunst durchzusetzen. Neue Autoren brachten wieder neue Charaktere und neue Familien mit sich, parallel dazu wurden auch Rollen gestrichen; John Perkins (Robert Allen Browne), der infolge des Santa-Barbara-Erdbebens starb, war eines der ersten Opfer, dessen Rolle von neuen Autoren gestrichen wurde, um einen neuen Handlungsstrang auszuarbeiten.

## Ausstrahlung
Der Privatsender Sender RTL (vormals RTL plus) strahlte die Seifenoper in Deutschland vom 4. Januar 1988 bis zum 28. März 1988 im Vorabendprogramm (19:25 Uhr) unter dem Originaltitel und ab dem 4. Januar 1989 mit großem Erfolg unter dem Titel „California Clan“ im Nachmittagsprogramm um 13:20 Uhr aus. Bis zum 17. Oktober 1997 zeigte der Privatsender dabei 2123 Episoden; verschiedene Weihnachtsepisoden wurden dabei weggelassen, sowie die komplette Storyline, als Gina (Robin Mattson) und Keith (Justin Deas) bei der Spielshow „Wheel of Fortune“ (in Deutschland bei Sat.1: „Glücksrad“) teilnehmen. Der ehemalige Privatsender tm3 wiederholte 1998 einige Folgen. Danach wurde die Seifenoper nicht mehr im deutschen Free-TV wiederholt.

## Stars
In den ersten Jahren der Serie spielte die oscarnominierte Dame Judith Anderson als Minx Lockridge eine tragende Rolle in der Soap Opera. Neben bekannten amerikanischen Soap-Darstellern wie Marcy Walker (Springfield Story und All My Children) (als Eden Capwell), Robin Mattson (General Hospital und Springfield Story) (als Gina Capwell Timmons), Nancy Lee Grahn (General Hospital) (als Julia Wainwright) und Nicolas Coster (als Lionel Lockridge) diente der „California Clan“ auch als Karriere-Sprungbrett für die jungen Schauspielerinnen Robin Wright (Forrest Gump, Message in a Bottle, von 1996 bis 2010 mit Sean Penn verheiratet und deshalb in dieser Zeit auch als Robin Wright Penn bekannt), Stacy Edwards (Chicago Hope – Endstation Hoffnung, Superbad) und Ally Walker (Universal Soldier, Profiler). In kleinen Gastrollen waren u. a. Betty White (Golden Girls und Reich und Schön), David Hasselhoff und Michelle Phillips zu sehen.